# سیلوستره (فیلم)
سیلوستره (پرتغالی: Silvestre) یک فیلم در ژانر کمدی و درام به کارگردانی ژوآو سزار مونتیرو است که در سال ۱۹۸۱ منتشر شد. از بازیگران آن می‌توان به ماریا دی میدیروش، ترزا مادروگا، و لوئیس میگوئل سینترا اشاره کرد.